# Havenmeester

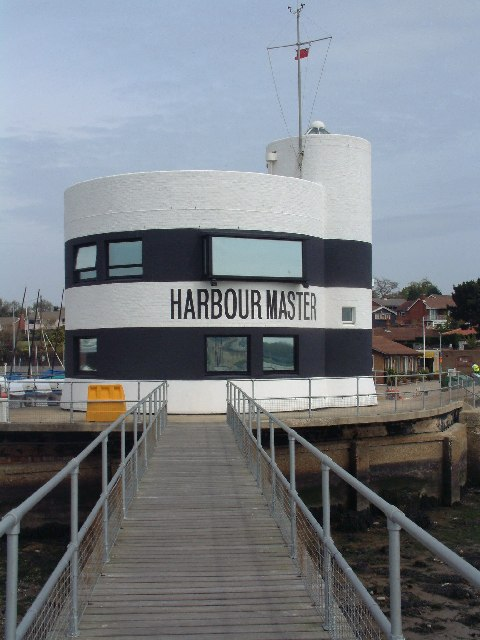
Het gebouw van de havenmeester in Hamble-le-Rice

Een havenmeester, in België ook havenkapitein genoemd, is een functionaris, in dienst van de overheid of van een geprivatiseerd havenbeheer, die belast is met het toezicht op het veilig en economisch gebruik van een haven. Dat kan een zee- of een binnenhaven zijn. Eventueel heeft hij ook het toezicht over vaarwegen, die de haven toegankelijk maken.
Door de grote verschillen tussen havens in aard en omvang, is de functie van havenmeester zeer divers. Hij of zij ziet over het algemeen toe op veiligheid, bevaarbaarheid en technische staat van een haven en regelt het gebruik ervan door de scheepvaart. Tevens ziet hij er op toe dat de vaargeul voldoende diep is, dat de kade goed is afgewerkt en dat schippers ordelijk aanmeren. Ook veel jachthavens hebben een havenmeester. In de grotere havens is de havenmeester over het algemeen een ambtenaar. In dat geval is het de havenbeambte die het havenbriefje uitschrijft. In de grotere havens wordt de taak van de havenmeester ook steeds meer door diverse functionarissen bekleed.

## Bekende havenmeesters
- Frans Naerebout (1748-1818), Nederlands loods en mensenredder.
- Ferdinand Verschoor van Nisse (1876-1933), Nederlands zeeofficier en bestuurder.
- Anton Kortlandt (1891–1944), Nederlands verzetsstrijder in de Tweede Wereldoorlog.
- Piet Bambergen (1931-1996), Nederlands komiek en acteur.
- Leo Chance (1932), Nederlands-Antilliaans politicus.